# CS Atletic Olimpia Gherla
Clubul Sportiv Atletic Olimpia Gherla cunoscut ca Atletic Olimpia Gherla sau  Olimpia Gherla este un club românesc de fotbal din orașul Gherla, județul Cluj care evoluează în Liga a IV-a Cluj, al patrulea eșalon al sistemului de ligi ale fotbalului românesc. Echipa a evoluat douăzeci și cinci de sezoane în Divizia C și a ajuns în optimile de finală ale Cupei României în sezonul 1969-1970.

## Istoric
Echipa s-a înființat în 1920 cu numele de Sparta Gherla și de-a lungul timpului a purtat mai multe nume :
| Nume                      | Perioada     |
| ------------------------- | ------------ |
| Sparta Gherla             | 1920–1937    |
| Congri Gherla             | 1937–1946    |
| Sparta Gherla             | 1946–1951    |
| Gostat Gherla             | 1952–1953    |
| Progresul Gherla          | 1954–1958    |
| Someșul Gherla            | 1958–1963    |
| CIL Gherla                | 1963–1978    |
| Olimpia Gherla            | 1978–2005    |
| Atletic Gherla            | 2005–2008    |
| CS Atletic Olimpia Gherla | 2008–prezent |

### 10 ani in Divizia C
Prima apariție în sistemul divizionar al fotbalului românesc este consemnată în sezonul 1968/69. CIL Gherla participă 10 sezoane consecutive în divizia C:
Sezonul 1968/69 - loc 5.
Sezonul 1969/70 - loc 3. Tot în acest sezon are următoarele rezultate în fazele superioare din Cupa României : 4-3 cu Rapid București (16-imi) Lotul CIL Gherla a fost format din Botiș și Duha – portari , Grigorean, Augustin Mureșan, Harmat, Coste, I. Butuza, Osztian, Szoboszlai, Căpâlnaș, Ene, Enghi, G. Butuza, Florian și Sălăjan – jucători de câmp; 1-2 cu Jiul Petroșani (optimi de finală).
Sezonul 1970/71 - loc 4.
Sezonul 1971/72 - loc 4.
Sezonul 1972/73 - loc 11.
Sezonul 1973/74 - loc 5.
Sezonul 1974/75 - loc 9.
Sezonul 1975/76 - loc 7.
Sezonul 1976/77 - loc 12.
Sezonul 1977/78 - loc 15, retrogradează în campionatul județean.

### Încercări de revenire în ligile naționale
Sezonul 1979/80, Olimpia Gherla câștigă campionatul județean din Cluj dar ratează promovarea în divizia C după ce pierde barajul de promovare cu Textila Năsăud (1-1 și 1-2 după prelungiri).
Sezonul 1980/81 câștigă campionatul județean din Cluj dar ratează promovarea în divizia C după ce pierde barajul de promovare cu Bihorul Beiuș (2-0 și 0-4).
Sezonul 1981/82 câștigă campionatul județean din Cluj și promovează în divizia C după ce învinge la barajul de promovare pe Electromureș Tg. Mureș (3-1 și 1-2).

### Ale 7 sezoane in Divizia C
Olimpia Gherla participă următoarele 7 sezoane în divizia C :
Sezonul 1982/83 - loc 11.
Sezonul 1983/84 - loc 9.
Sezonul 1984/85 - loc 11.
Sezonul 1985/86 - loc 14.
Sezonul 1986/87 - loc 14.
Sezonul 1987/88 - loc 9.
Sezonul 1988/89 - loc 16, retrogradează în campionatul județean.

### Două încercări de revenire
Sezonul 1995/96 câștigă campionatul județean și învinge la barajul de promovare pe Minerul Sărmășag (6-0 și 0-2). Deși a învins nu obține promovarea în divizia C deoarece doar 16 din cele 21 echipe învingătoare la baraj promovau în eșalonul trei al fotbalului românesc (departajarea s-a făcut ținând cont de punctele obținute la baraj iar la egalitate de puncte conta golaverajul).
Sezonul 1996/97 câștigă campionatul județean din Cluj și promovează în divizia C după ce învinge la barajul de promovare cu 3-0 pe Minerul Sărmășag.

### Alte 8 sezoane in Divizia C
Urmează 8 sezoane consecutive în divizia C:
Sezonul 1997/98 - loc 3 (1-0 și 0-0 cu Electrica Timișoara ; 3-0 la Minerul Baia Borșa ; 4-1 și 2-0 cu Viitorul Oradea ; 6-1 și 1-1 cu Minaur Zlatna ; 1-2 și 0-1 cu Sticla Arieșul Turda ; 2-0 și 1-1 cu Armătura Zalău ; 2-1 și 0-1 cu Industria Sârmei Câmpia Turzii ; 2-0 și 0-1 cu Phoenix Baia Mare ; 3-0 și 0-0 cu Crișul Aleșd ; 1-1 și 3-2 cu CFR Timișoara ; 5-0 și 0-2 cu Minerul Ștei ; 1-0 și 1-3 cu West Petrom Arad ; 0-0 și 0-1 cu FC Bihor ; 4-0 și ? cu Victoria Carei ; 1-1 și 1-1 cu FC Arad ; 1-0 și 0-2 cu Hârtia Prundu Bârgăului ; ?  și 4-0 cu Mobila Șimleu Silvaniei ; 6-1 și 0-3 cu Metalurgistul Cugir).
Sezonul 1998/99 - loc 6 (2-1 și 0-2 cu UMT Timișoara ; 0-1 și 1-2 cu Sticla Arieșul Turda ; 0-0 și 4-1 cu Obilici Sânmartinu Sârbesc ; 0-1 și 2-0 cu Someșul Satu Mare ; 1-1 și 2-1 cu Phoenix Baia Mare ; 2-0 și 0-3 cu Electrica Timișoara ; 4-0 și 2-0 cu Minerul Ștei ; 1-1 și 1-1 cu Armătura Zalău ; 1-0 și 0-2 cu West Petrom Arad ; 6-1 și 1-1 cu Crișul Aleșd ; 2-0 și 1-2 cu Industria Sârmei Câmpia Turzii ; 1-0 și 0-1 cu Metalurgistul Cugir ; 2-0 și ? cu Telecom Arad ; 4-1 și ? cu CFR Timișoara ; ?  și 0-1 cu Minaur Zlatna ; 0-0 și ? cu Minerul Sărmășag ; ? și 0-1 cu CFR Cluj Napoca ; 2-1 și ? cu Inter Arad).
Sezonul 1999/2000 - loc 2 (2-1 și 1-2 cu Progresul Șomcuta Mare ; 3-0 și 5-0 cu Olimpia Salonta ; 2-0 și 4-1 cu Laminorul Beclean ; 3-1 și 1-3 cu Minerul Ocna Dej ; 3-1 și 1-3 cu Industria Sârmei Câmpia Turzii ; 2-1 și 1-0 cu Crișul Aleșd ; 8-1 și 0-1 cu Armătura Zalău ; 5-0 și 0-2 cu FC Baia Mare ; 3-0 și 0-0 cu Minerul Sărmășag ; 1-2 și 1-0 cu Someșul Satu Mare ; 4-1 și 2-1 cu CFR Cluj Napoca ; 5-0 și 1-1 cu Unirea Dej ; 3-0 și 1-2 cu Sticla Arieșul Turda ; 5-2 și 0-0 cu Oașul Negrești Oaș ; 2-0 și 1-0 cu Phoenix Baia Mare). Ajunge în șaisprezecimi de finală unde pierde contra Steaua București.
Sezonul 2000/2001 - loc 5 (3-0 și 1-0 cu Chimica Târnăveni ; 1-0 și 0-1 cu Laminorul Beclean ; 1-2 și 0-1 cu Industria Sârmei Câmpia Turzii ; 2-0 și 0-1 cu Viromet Victoria ; 3-2 și 1-2 cu CFR Cluj Napoca ; 0-1 și 0-2 cu Textila Prejmer ; 3-0 și 1-1 cu Șoimii Sibiu ; 3-0 și 0-2 cu Nitramonia Făgăraș ; 1-2 și 1-0 cu Sticla Arieșul Turda ; 7-1 și 0-1 cu Romradiatoare Brașov ; 2-1 și 3-0 cu Cimentul Hoghiz ; 1-0 și 3-1 cu Minerul Iara ; 0-0 și 0-2 cu Gaz metan Tg. Mureș). Tot în acest sezon se califică până în 16-imile de finală din Cupa României, eliminată după ce pierde 0-4 cu Steaua București.
Sezonul 2001/2002 - loc 4 (5-2 și 6-2 cu Marmația Sighet ; 3-1 și 0-2 cu Progresul Șomcuta Mare ; 3-0 și 0-0 cu Lăpușul Tg. Lăpuș ; 3-1 și 0-1 cu Oașul Negrești Oaș ; 2-1 și 0-0 cu Crișul Aleșd ; 1-0 și 2-3 cu Someș Gaz Beclean ; 0-1 și 0-1 cu CFR Cluj Napoca ; 2-1 și 1-0 cu FC Zalău ; 0-0 și 3-1 cu Someșul Satu Mare ; 2-0 și 1-0 cu Unirea Dej ; 0-1 și 3-0 cu Șoimii Satu Mare ; 1-1 și 1-1 cu Minerul Sărmășag ; 2-1 și 1-4 cu Sticla Arieșul Turda).
Sezonul 2002/2003 - loc 12 (1-1 și 1-3 cu Unirea Dej ; 1-0 și 1-1 cu Petrom Marghita ; 2-2 și 1-2 cu Someș Gaz Beclean ; 3-0 și 1-2 cu Marmația Sighet ; 0-1 și 0-4 cu FC Zalău ; 0-0 și 0-1 cu Sticla Arieșul Turda ; 2-2 și 2-3 cu Tricotaje Ineu ; 0-0 și 0-1 cu CF Dej ; 2-0 și 1-2 cu Victoria Carei ; 3-0 și 0-3 cu Minerul Sărmășag ; 2-0 și 0-0 cu Someșul Satu Mare ; 2-1 și 0-1 cu Frontiera Curtici ; 1-2 și 0-3 cu Oașul Negrești Oaș ; 4-1 și 1-1 cu Plastunion Satulung).
Sezonul 2003/2004 - loc 4 (0-1 și 0-1 cu Unirea Dej ; 2-1 și 0-0 cu Mobila Șimleu Silvaniei ; 1-1 și 4-1 cu West Petrom Arad ; 1-3 și 2-3 cu Someșul Satu Mare ; 2-0 și 1-3 cu Frontiera Curtici ; 0-0 și 1-4 cu Minerul Sărmășag ; 0-2 și 3-0 cu CF Dej ; 3-1 și 1-0 cu Victoria Carei ; 3-1 și 2-1 cu Gloria RENEL Baia Mare ; 3-1 și 0-2 cu Șiriana Șiria ; 4-0 și 0-2 cu Telecom Arad ; 6-0 și 0-1 cu Minerul Turț ; 3-1 și 1-0 cu Minerul Ștei).
Sezonul 2004/2005 - loc 4 (5-3 și 4-1 cu Știința Cluj Napoca ; 0-0 și 1-0 cu Bihorul Beiuș ; 3-2 și 0-1 cu Minerul Sărmășag ; 1-0 și 0-1 cu Someș Gaz Beclean ; 3-1 și 1-1 cu Someșul Satu Mare ; 1-0 și 0-1 cu Gloria 2 Bistrița ; 0-2 și 0-3 cu FC Baia Mare ; 1-0 și 1-2 cu Sticla Arieșul Turda ; 0-2 și 1-3 cu Victoria Carei ; 1-0 și 4-0 cu Florența Odoreu ; 3-0 și 2-0 cu Gloria RENEL Baia Mare ; 3-0 și 3-0 cu FC Suciu de Sus).

### Desființarea
Sezonul 2005/2006, Olimpia Gherla renunță la participarea în divizia C și se desființează.

### Reînființarea
În 23.07.2008, s-a înființat C.S. Atletic Olimpia Gherla, ce se vrea continuatoarea clubului care a făcut istorie în Cupa României.

## Palmares
Liga a III-a
 Vicecampioni (1): 1999–2000
 Liga a IV-a Cluj
 Campioni (5) : 1979–80, 1980–81, 1981–82, 1995–96, 1996–97
 Liga a V-a Cluj
 Campioni (1) : 2008–09
 Cupa României
- Optimi de finală (1): 1969-70

## Lotul Actual

### Jucători
- Banias
- Paul Bogdan,
- Brici,
- Andrei Daróczi,[5]
- Dascăl,
- Cengheri,
- Forogău,
- Hegedűs
- Flaviu Mureșan
- Retegan,
- Sacu,
- Sâmboan,
- Silași,
- Șerban,
- Toderean
- Trif.[6]
- Dani Zoltan
- Pop Emanuel-Ionut

### Antrenor
- Paul Stupinean[7]

## Foști jucători
| - Florian - Mihai(Mișu) Sălăjan - Elemer Osztian - Botiș - Duha - Grigorean, - Augustin Mureșan, - Harmat, | * Coste, - Boer Adrian - Tzantas Jonut - MGM - I. Butuza, - Dominik Szoboszlai, - Căpâlnaș, - Ene, - Enghi, - G. Butuza, - Vasile Vidican | - Benga - Bouros - Cociș, - Coșuț - Crișan, - Ovidiu Farcaș - Marcel Fodor - Moldovan, | - M. Mureșan, - Stupinean - Țibre |

## Foști antrenori
- Dani Vlad (2021-22)[9]
- Florin Moldovan (2022-23)[10]
- Marian Suciu (1969-70)[11]